# 唐国公主 (宋仁宗)
唐國公主（1044年—1045年），為北宋第四代皇帝宋仁宗的第八皇女。母亲是张贵妃，即追赠温成皇后。
慶曆三年（1043年）十二月初十日出生，慶曆四年（1044年）十二月賜號保慈崇祐大師，名幼悟。慶曆五年（1045年）四月封鄧國公主。是月改齊國公主，落大師之號。尋薨逝，追封韓國公主。嘉祐四年（1059年）十二月，追封燕國公主。治平元年（1064年）六月，追封秦國長公主。宋徽宗即位后，于元符三年（1100年）三月，追封她为唐國大長公主。后改公主为帝姬，政和四年（1114年）十二月，改封莊慎大長帝姬。